# Iñaki Múgica Arregui
Iñaki Múgica Arregui (o Jose Ignacio Múgica Arregui), alias Ezkerra (San Sebastián, 5 de agosto de 1945) fue un dirigente de Eta durante varios años. Participó en el comando que asesinó al almirante Luis Carrero Blanco, entonces presidente del gobierno español, y en el que secuestró a Javier Rupérez, dirigente de la Unión de Centro Democrático.

## Biografía
Se alistó en EGI-Batasuna de adolescente, transfiriéndose a ETA-militar en 1972, hasta que en 1975 fue detenido por la Policía española por participar en el atentado contra Carrero Blanco. Permaneció en la prisión de Burgos hasta el 9 de junio de 1977.
Al recobrar la libertad, se marchó a Oslo con su compañero de comando Wilson y regresó a España poco después, con otros expatriados vascos, comenzando su militancia en EIA. Fue determinante en la escisión entre Euskadiko Ezkerra y Nueva Izquierda, a la que pasó a integrarse como uno de sus dirigentes. Aparte de su militancia abertzale, ha trabajado en el Grupo Ausolan y en la editorial Hórdago.
Los periodistas Pilar Urbano, Manuel Cerdán y Lorenzo Ramírez, entre otros, señalan a Múgica Arregui como agente doble, reclutado por la CIA.